# MPEG-4
MPEG-4 é um grupo de padrões internacionais para compressão de áudio digital e dados visuais, sistemas multimídia e formatos de armazenamento de arquivos. Foi originalmente introduzido no final de 1998 como um grupo de formatos de codificação de áudio e vídeo e tecnologias relacionadas acordadas pelo ISO/IEC Moving Picture Experts Group (MPEG) (ISO/IEC JTC 1 /SC29/WG11) sob o padrão formal ISO/IEC 14496 – Codificação de objetos audiovisuais. Os usos do MPEG-4 incluem compactação de dados audiovisuais para vídeo na Internet e distribuição de CD, voz (telefone, videofone) e aplicações de televisão aberta. O padrão MPEG-4 foi desenvolvido por um grupo liderado por Touradj Ebrahimi (mais tarde presidente do JPEG) e Fernando Pereira.

## Background
O MPEG-4 absorve muitos dos recursos do MPEG-1 e MPEG-2 e outros padrões relacionados, adicionando novos recursos, como suporte VRML (estendido) para renderização 3D, arquivos compostos orientados a objetos (incluindo objetos de áudio, vídeo e VRML), suporte para gerenciamento de direitos digitais especificado externamente e vários tipos de interatividade. O AAC (Advanced Audio Coding) foi padronizado como um complemento do MPEG-2 (como Part 1) antes que o MPEG-4 fosse lançado.
O MPEG-4 ainda é um padrão em evolução e está dividido em várias partes. As empresas que promovem a compatibilidade com MPEG-4 nem sempre declaram claramente a que nível de compatibilidade de "parte" se referem. As principais partes a serem observadas são MPEG-4 Part 2 (incluindo Advanced Simple Profile, usado por codecs como DivX, Xvid, Nero Digital e 3ivx e pelo QuickTime 6) e MPEG-4 parte 10 (MPEG-4 AVC/H .264 ou Advanced Video Coding, usado pelo codificador x264, Nero Digital AVC, QuickTime 7 e mídia de vídeo de alta definição como Blu-ray Disc).
A maioria dos recursos incluídos no MPEG-4 são deixados para desenvolvedores individuais decidirem se implementam ou não. Isso significa que provavelmente não há implementações completas de todo o conjunto de padrões MPEG-4. Para lidar com isso, o padrão inclui o conceito de "perfis" e "níveis", permitindo que um conjunto específico de capacidades seja definido de forma apropriada para um subconjunto de aplicações.
Inicialmente, o MPEG-4 destinava-se principalmente a comunicações de vídeo de baixa taxa de bits; no entanto, seu escopo como padrão de codificação multimídia foi posteriormente expandido. O MPEG-4 é eficiente em uma variedade de taxas de bits, variando de alguns kilobits por segundo a dezenas de megabits por segundo. O MPEG-4 oferece as seguintes funções:
- Eficiência de codificação melhorada em MPEG-2[2]
- Capacidade de codificar dados de mídia mista (vídeo, áudio, fala)
- Resiliência a erros para permitir uma transmissão robusta
- Capacidade de interagir com a cena audiovisual gerada no receptor

## Visão geral
O MPEG-4 fornece uma série de tecnologias para desenvolvedores, para vários provedores de serviços e para usuários finais:
- O MPEG-4 permite que diferentes desenvolvedores de software e hardware criem objetos multimídia com melhores habilidades de adaptabilidade e flexibilidade para melhorar a qualidade de serviços e tecnologias como televisão digital, gráficos de animação, World Wide Web e suas extensões.
- Provedores de rede de dados podem usar MPEG-4 para transparência de dados. Com a ajuda de procedimentos padrão, os dados MPEG-4 podem ser interpretados e transformados em outros tipos de sinais compatíveis com qualquer rede disponível.
- O formato MPEG-4 oferece aos usuários finais uma ampla gama de interação com vários objetos animados.
- Sinalização padronizada de gerenciamento de direitos digitais, também conhecida na comunidade MPEG como gerenciamento e proteção de propriedade intelectual (IPMP).

O formato MPEG-4 pode executar várias funções, entre as quais podem ser as seguintes:
- Multiplexação e sincronização de dados, associados a objetos de mídia, de forma que eles possam ser transportados de forma eficiente através de canais de rede.
- Interação com a cena audiovisual, que se forma na lateral do receptor.

### Perfis e Níveis
O MPEG-4 fornece um amplo e rico conjunto de ferramentas para codificação. Subconjuntos dos conjuntos de ferramentas MPEG-4 foram fornecidos para uso em aplicações específicas. Esses subconjuntos, chamados de 'Perfis', limitam o tamanho do conjunto de ferramentas que um decodificador deve implementar. A fim de restringir a complexidade computacional, um ou mais 'níveis' são definidos para cada perfil. Uma combinação de Perfil e Nível permite:
- Um construtor de codecs para implementar apenas o subconjunto do padrão necessário, mantendo a interoperabilidade com outros dispositivos MPEG-4 que implementam a mesma combinação.[3]
- Verificar se os dispositivos MPEG-4 estão em conformidade com o padrão, conhecido como teste de conformidade.[3]

## MPEG-4 Parts
O MPEG-4 consiste em vários padrões - denominados "partes" - incluindo os seguintes (cada parte cobre um certo aspecto de toda a especificação):
| Part    | Número                | Primeira data de lançamento público (primeira edição) | Última data de lançamento público (última edição) | Última alteração | Título | Descrição |
| ------- | --------------------- | ----------------------------------------------------- | ------------------------------------------------- | ---------------- | --- | --- |
| Part 1  | ISO/IEC 14496-1       | 1999                                                  | 2010                                              | 2014             | Systems | Descreve a sincronização e multiplexação de vídeo e áudio. Por exemplo, o formato de arquivo MPEG-4 versão 1 (obsoleto pela versão 2 definida em MPEG-4 Parte 14). A funcionalidade de uma pilha de protocolos de transporte para transmitir e/ou armazenar conteúdo em conformidade com a ISO/IEC 14496 não está dentro do escopo de 14496-1 e apenas a interface para esta camada é considerada (DMIF). As informações sobre o transporte de conteúdo MPEG-4 são definidas, por exemplo, em MPEG-2 Transport Stream, RTP Audio Video Profiles e outros. |
| Part 2  | ISO/IEC 14496-2       | 1999                                                  | 2004                                              | 2009             | Visual | Um formato de compressão para dados visuais (vídeo, texturas estáticas, imagens sintéticas, etc.). Um dos muitos "perfis" na Part 2 é o Advanced Simple Profile (ASP). |
| Part 3  | ISO/IEC 14496-3       | 1999                                                  | 2009                                              | 2017             | Audio | Um conjunto de formatos de compressão para codificação perceptiva de sinais de áudio, incluindo algumas variações de Advanced Audio Coding (AAC), bem como outros formatos e ferramentas de codificação de áudio/fala (como Audio Lossless Coding (ALS), Scalable Lossless Coding (SLS), Áudio Estruturado, Text-To-Speech Interface (TTSI), HVXC, CELP e outros) |
| Part 4  | ISO/IEC 14496-4       | 2000                                                  | 2004                                              | 2016             | Teste de conformidade | Descreve os procedimentos para testar a conformidade com outras partes do padrão. |
| Part 5  | ISO/IEC 14496-5       | 2000                                                  | 2001                                              | 2017             | software de referência | Fornece software de referência para demonstrar e esclarecer as outras partes do padrão. |
| Part 6  | ISO/IEC 14496-6       | 1999                                                  | 2000                                              |                  | Delivery Multimedia Integration Framework (DMIF)                                                                                    | |
| Part 7  | ISO/IEC TR 14496-7    | 2002                                                  | 2004                                              |                  | Software de referência otimizado para codificação de objetos audiovisuais                                                           | Fornece exemplos de como fazer implementações aprimoradas (por exemplo, em relação à Part 5). |
| Part 8  | ISO/IEC 14496-8       | 2004                                                  | 2004                                              |                  | Transporte de conteúdo ISO/IEC 14496 em redes IP                                                                                    | Especifica um método para transportar conteúdo MPEG-4 em redes IP. Ele também inclui diretrizes para projetar formatos de carga útil RTP, regras de uso do SDP para transportar informações relacionadas ao ISO/IEC 14496-1, definições de tipo MIME, análise de segurança RTP e multicasting. |
| Part 9  | ISO/IEC TR 14496-9    | 2004                                                  | 2009                                              |                  | Descrição do hardware de referência                                                                                                 | Fornece projetos de hardware para demonstrar como implementar as outras partes do padrão. |
| Part 10 | ISO/IEC 14496-10      | 2003                                                  | 2014                                              | 2016             | Advanced Video Coding (AVC) | Um formato de compressão para sinais de vídeo que é tecnicamente idêntico ao padrão ITU-T H.264. |
| Part 11 | ISO/IEC 14496-11      | 2005                                                  | 2015                                              |                  | Descrição da cena e motor de aplicação                                                                                              | Pode ser usado para conteúdo rico e interativo com vários perfis, incluindo versões 2D e 3D. MPEG-4 Part 11 MPEG-4 Part 1 revisado - ISO/IEC 14496-1:2001 e duas emendas ao MPEG-4 Part 1. Ele descreve uma descrição em nível de sistema de um mecanismo de aplicativo (entrega, ciclo de vida, formato e comportamento de Java byte code applications) e o Binary Format for Scene (BIFS) e o Extensible MPEG-4 Textual (XMT) – uma representação textual do conteúdo multimídia MPEG-4 usando XML, etc. (Também é conhecido como BIFS, XMT, MPEG-J. MPEG-J foi definido em MPEG-4 Part 21) |
| Part 12 | ISO/IEC 14496-12      | 2004                                                  | 2015                                              | 2017             | Formato de arquivo de mídia de base ISO                                                                                             | Um formato de arquivo para armazenar conteúdo de mídia baseado em tempo. É um formato geral que forma a base para vários outros formatos de arquivo mais específicos (por exemplo, 3GP, Motion JPEG 2000, MPEG-4 Part 14). É tecnicamente idêntico ao ISO/IEC 15444-12 (sistema de codificação de imagem JPEG 2000 – Part 12). |
| Part 13 | ISO/IEC 14496-13      | 2004                                                  | 2004                                              |                  | Extensões de proteção e gerenciamento de propriedade intelectual (IPMP)                                                             | MPEG-4 Parte 13 revisou uma emenda ao MPEG-4 Parte 1 – ISO/IEC 14496-1:2001/Amd 3:2004. Ele especifica processamento, sintaxe e semântica comuns de gerenciamento e proteção de propriedade intelectual (IPMP) para o transporte de ferramentas IPMP no fluxo de bits, transporte de informações IPMP, autenticação mútua para ferramentas IPMP, uma lista de autoridades de registro necessárias para o suporte das especificações alteradas (por exemplo, CISAC), etc. Foi definido devido à falta de interoperabilidade de diferentes mecanismos de proteção (diferentes sistemas DRM) para proteção e distribuição de conteúdo digital protegido por direitos autorais, como música ou vídeo. |
| Part 14 | ISO/IEC 14496-14      | 2003                                                  | 2003                                              | 2010             | MP4 file format | Também é conhecido como "formato de arquivo MPEG-4 versão 2". O formato de arquivo contêiner designado para conteúdo MPEG-4, que é baseado na Parte 12. Ele revisa e substitui completamente a Cláusula 13 da ISO/IEC 14496-1 (MPEG-4 Part 1: Sistemas), na qual o formato de arquivo MPEG-4 foi previamente especificado. |
| Part 15 | ISO/IEC 14496-15      | 2004                                                  | 2017                                              | 2020             | Part 15: Transporte de vídeo estruturado de unidade de camada de abstração de rede (NAL) no formato de arquivo de mídia de base ISO | Para armazenamento do vídeo da Part 10. O formato do arquivo é baseado na Part 12, mas também permite o armazenamento em outros formatos de arquivo. |
| Part 16 | ISO/IEC 14496-16      | 2004                                                  | 2011                                              | 2016             | Animation Framework eXtension (AFX)                                                                                                 | Ele especifica o modelo MPEG-4 Animation Framework eXtension (AFX) para representar o conteúdo de gráficos 3D. O MPEG-4 é estendido com objetos sintéticos de alto nível para especificar geometria, textura, animação e algoritmos de compressão dedicados. |
| Part 17 | ISO/IEC 14496-17      | 2006                                                  | 2006                                              |                  | Streaming text format | Formato de legenda de texto cronometrado |
| Part 18 | ISO/IEC 14496-18      | 2004                                                  | 2004                                              | 2014             | Compressão e streaming de fontes | Para Open Font Format definido na Part 22. |
| Part 19 | ISO/IEC 14496-19      | 2004                                                  | 2004                                              |                  | Synthesized texture stream | Os fluxos de textura sintetizada são usados para a criação de videoclipes sintéticos de taxa de bits muito baixa. |
| Part 20 | ISO/IEC 14496-20      | 2006                                                  | 2008                                              | 2010             | Lightweight Application Scene Representation (LASeR) and Simple Aggregation Format (SAF)                                            | Os requisitos do LASeR (eficiência de compactação, código e área de memória) são atendidos com base no formato Scalable Vector Graphics (SVG) existente definido pelo World Wide Web Consortium. |
| Part 21 | ISO/IEC 14496-21      | 2006                                                  | 2006                                              |                  | MPEG-J Graphics Framework eXtensions (GFX)                                                                                          | Descreve um ambiente programático leve para aplicativos multimídia interativos avançados – uma estrutura que combina um subconjunto do ambiente de aplicativo Java padrão MPEG (MPEG-J) com uma API Java. (no estágio "FCD" em julho de 2005, FDIS em janeiro de 2006, publicado como padrão ISO em 22/11/2006). |
| Part 22 | ISO/IEC 14496-22      | 2007                                                  | 2015                                              | 2017             | Open Font Format | OFFS é baseado na especificação de formato de fonte OpenType versão 1.4 e é tecnicamente equivalente a essa especificação. Atingiu o estágio "CD" em julho de 2005, publicado como padrão ISO em 2007 |
| Part 23 | ISO/IEC 14496-23      | 2008                                                  | 2008                                              |                  | Symbolic Music Representation (SMR)                                                                                                 | Atingiu o estágio "FCD" em outubro de 2006, publicado como padrão ISO em 28/01/2008 |
| Part 24 | ISO/IEC TR 14496-24   | 2008                                                  | 2008                                              |                  | Interação de áudio e sistemas | Descreve o comportamento conjunto desejado do formato de arquivo MPEG-4 e do áudio MPEG-4. |
| Part 25 | ISO/IEC 14496-25      | 2009                                                  | 2011                                              |                  | Modelo de compressão de gráficos 3D                                                                                                 | Define um modelo para conectar ferramentas de Compressão de Gráficos 3D definidas nos padrões MPEG-4 a primitivas gráficas definidas em qualquer outro padrão ou especificação. |
| Part 26 | ISO/IEC 14496-26      | 2010                                                  | 2010                                              | 2016             | Conformidade de áudio | |
| Part 27 | ISO/IEC 14496-27      | 2009                                                  | 2009                                              | 2015             | 3D Graphics conformance | A Conformidade de Gráficos 3D resume os requisitos, faz referências cruzadas com as características e define como a conformidade com eles pode ser testada. Orientações são dadas na construção de testes para verificar a conformidade do decodificador. |
| Part 28 | ISO/IEC 14496-28      | 2012                                                  | 2012                                              |                  | Representação de fonte composta | |
| Part 29 | ISO/IEC 14496-29      | 2014                                                  | 2015                                              |                  | Web video coding | O texto da Part 29 é derivado da Part 10 - ISO/IEC 14496-10. A codificação de vídeo da Web é uma tecnologia compatível com o perfil de linha de base restrita da ISO/IEC 14496-10 (o subconjunto especificado no Anexo A para linha de base restrita é uma especificação normativa, enquanto todas as partes restantes são informativas). |
| Part 30 | ISO/IEC 14496-30      | 2014                                                  | 2014                                              |                  | Texto cronometrado e outras sobreposições visuais no formato de arquivo de mídia de base ISO                                        | Ele descreve o transporte de algumas formas de texto cronometrado e fluxos de legendas em arquivos baseados em ISO/IEC 14496-12 - W3C Timed Text Markup Language 1.0, W3C WebVTT (Web Video Text Tracks). A documentação desses formulários não exclui outra definição de transporte de texto cronometrado ou legendas; consulte, por exemplo, 3GPP Timed Text (3GPP TS 26.245). |
| Part 31 | ISO/IEC 14496-31      | Em desenvolvimento (2018-05)                          |                                                   |                  | Video Coding for Browsers | Video Coding for Browsers (VCB) - uma tecnologia de compactação de vídeo destinada ao uso no navegador da World Wide Web |
| Part 32 | ISO/IEC CD 14496-32   | Em desenvolvimento                                    |                                                   |                  | Software de conformidade e referência                                                                                               | |
| Part 33 | ISO/IEC FDIS 14496-33 | Em desenvolvimento                                    |                                                   |                  | Internet video coding | |

Os perfis também são definidos dentro das "partes" individuais, portanto, uma implementação de uma parte normalmente não é uma implementação de uma parte inteira.
MPEG-1, MPEG-2, MPEG-7 e MPEG-21 são outros conjuntos de padrões MPEG.

## MPEG-4 Levels
Os níveis de baixo perfil fazem parte das restrições de codificação/decodificação de vídeo MPEG-4 e são compatíveis com o antigo padrão ITU H.261, também compatível com os antigos padrões de TV analógica para transmissão e gravação (como vídeo NTSC ou PAL). O perfil ASP em seu nível mais alto é adequado para a maioria das mídias e reprodutores de DVD comuns ou para muitos sites de vídeo online, mas não para discos Blu-ray ou conteúdos de vídeo HD online.
| Perfil   | Level    | Max. buffer | Max. bitrate | Max. delay     | Max. tamanho VP | Max. tamanho VOP | Taxa máxima do decodificador | Max. framesize    | Max. framesize   | Max. framesize   | Max. framesize   | Max. framesize   |
| Perfil   | Level    | Max. buffer | Max. bitrate | @ max. bitrate | Max. tamanho VP | Max. tamanho VOP | Taxa máxima do decodificador | @ 30 Hz           | @ 25 Hz          | @ 24 Hz          | @ 15 Hz          | @ 12.5 Hz        |
| -------- | -------- | ----------- | ------------ | -------------- | --------------- | ---------------- | ---------------------------- | ----------------- | ---------------- | ---------------- | ---------------- | ---------------- |
| SP       | L0       | 160         | 64           | 2.50           | 2,048           | 99               | 1,485                        | —                 | —                | —                | QCIF (176×144)   | QCIF (176×144)   |
| SP       | L0b      | 320         | 128          | 2.50           | 2,048           | 99               | 1,485                        | —                 | —                | —                | QCIF (176×144)   | QCIF (176×144)   |
| SP       | L1       | 160         | 64           | 2.50           | 2,048           | 99               | 1,485                        | 128×96            | 144×96           | 160×96           | QCIF (176×144)   | QCIF (176×144)   |
| SP       | L2       | 640         | 128          | 5.00           | 4,096           | 396              | 5,940                        | 256×192           | 304×192, 288×208 | 304×208          | CIF (352×288)    | CIF (352×288)    |
| SP       | L3       | 640         | 384          | 1.66           | 8,192           | 396              | 11,880                       | CIF (352×288)     | CIF (352×288)    | CIF (352×288)    | CIF (352×288)    | CIF (352×288)    |
| SP       | L4a      | 1,280       | 4,000        | 0.32           | 16,384          | 1,200            | 36,000                       | VGA (640×480)     | VGA (640×480)    | VGA (640×480)    | VGA (640×480)    | VGA (640×480)    |
| SP       | L5       | 1,792       | 8,000        | 0.22           | 16,384          | 1,620            | 40,500                       | D1 NTSC (720×480) | D1 PAL (720×576) | D1 PAL (720×576) | D1 PAL (720×576) | D1 PAL (720×576) |
| SP       | L6       | 3,968       | 12,000       | 0.33           | 16,384          | 3,600            | 108,000                      | 720p (1280x720)   | 720p (1280x720)  | 720p (1280x720)  | 720p (1280x720)  | 720p (1280x720)  |
| ASP      | L0       | 160         | 128          | 1.25           | 2,048           | 99               | 2,970                        | QCIF (176×144)    | QCIF (176×144)   | QCIF (176×144)   | QCIF (176×144)   | QCIF (176×144)   |
| ASP      | L1       | 160         | 128          | 1.25           | 2,048           | 99               | 2,970                        | QCIF (176×144)    | QCIF (176×144)   | QCIF (176×144)   | QCIF (176×144)   | QCIF (176×144)   |
| ASP      | L2       | 640         | 384          | 1.66           | 4,096           | 396              | 5,940                        | 256×192           | 304×192, 288×208 | 304×208          | CIF (352×288)    | CIF (352×288)    |
| ASP      | L3       | 640         | 768          | 0.86           | 4,096           | 396              | 11,880                       | CIF (352×288)     | CIF (352×288)    | CIF (352×288)    | CIF (352×288)    | CIF (352×288)    |
| ASP      | L3b      | 1,040       | 1,500        | 0.69           | 4,096           | 396              | 11,880                       | CIF (352×288)     | CIF (352×288)    | CIF (352×288)    | CIF (352×288)    | CIF (352×288)    |
| ASP      | L4       | 1,280       | 3,000        | 0.43           | 8,192           | 792              | 23,760                       | 352×576, 704×288  | 352×576, 704×288 | 352×576, 704×288 | 352×576, 704×288 | 352×576, 704×288 |
| ASP      | L5       | 1,792       | 8,000        | 0.22           | 16,384          | 1,620            | 48,600                       | 720×576           | 720×576          | 720×576          | 720×576          | 720×576          |
| Unidades | Unidades | kbits       | kbits/s      | segundos       | bits            | macroblocos      | macroblocos                  | pixels            | pixels           | pixels           | pixels           | pixels           |

Perfis mais avançados para mídia HD foram definidos posteriormente no perfil AVC, que é funcionalmente idêntico ao padrão ITU H.264, mas agora também integrado ao MPEG-4 Part 10 (consulte H.264/MPEG-4 AVC para obter a lista de níveis definidos neste perfil AVC).

## Licenciamento
O MPEG-4 contém tecnologias patenteadas, cujo uso requer licenciamento em países que reconhecem patentes de algoritmos de software. Mais de duas dúzias de empresas afirmam ter patentes que cobrem o MPEG-4. A MPEG LA licencia as patentes necessárias para o MPEG-4 Part 2 Visual de uma ampla gama de empresas (o áudio é licenciado separadamente) e lista todos os seus licenciantes e licenciados no site. Novas licenças para patentes do Sistema MPEG-4 estão em desenvolvimento e nenhuma nova licença está sendo oferecida enquanto os detentores de sua antiga licença do Sistema MPEG-4 ainda estiverem cobertos pelos termos dessa licença para as patentes listadas (MPEG LA – Lista de Patentes).
A maioria das patentes usadas para o formato MPEG-4 Visual são detidas por três empresas japonesas: Mitsubishi Electric (255 patentes), Hitachi (206 patentes) e Panasonic (200 patentes).